# Cheteoscelis
Cheteoscelis is een geslacht van vlinders van de familie spanners (Geometridae), uit de onderfamilie Geometrinae.

## Soorten
- C. bistriaria Packard, 1876
- C. naenia Druce, 1892
- C. orthogramma Dyar, 1912
- C. pectinaria Grossbeck, 1910